# صبار نجمي كثير الأشواك
صبار نجمي كثير الأشواك (الاسم العلمي: Astrophytum myriostigma) هو نوع من النباتات يتبع جنس الصبار النجمي من الفصيلة الصبارية.